# Clossiana iphigenia
Clossiana iphigenia is een vlinder uit de familie van de Nymphalidae. De wetenschappelijke naam van de soort is voor het eerst geldig gepubliceerd in 1888 door Ludwig Carl Friedrich Graeser.